# 小澤達雄
小澤 達雄（おざわ たつお、1945年〈昭和20年〉1月6日 - ）は、MBC南日本放送の元アナウンサー。

## 略歴
静岡県小山町出身。中央大学卒業後の1967年（昭和42年）に入社。長年、アナウンス部長を務め、2015年（平成27年）1月頃まで在籍。「心のまま自然に」をモットーとしており、海や山が好きで、趣味は釣り。好きな色は青。MBC南日本放送在職中は、元気な時は通勤にマイカーを使用しない事を心掛けていた。
TVhテレビ北海道のアナウンサー・小澤良太は実子。

## 過去の担当番組
ラジオ
- クマさんのちぇすといけ!ヤング[注釈 1]
- 冠婚葬祭ハイライト
- なんでそんでマンデー
- 小澤達雄のゆうぐれエクスプレス[注釈 2]
- 風の島唄[注釈 3]
- MBCニュース[注釈 4]

## 系列の同期アナウンサー
TBS
青木靖雄、石森勝之、小口勝彦、河野通太郎、久米宏、林美雄、宮内鎮雄、米沢光規。
山陽放送
松嶋信之。